# Venezillo chiapensis
Venezillo chiapensis là một loài chân đều trong họ Armadillidae. Loài này được Rioja miêu tả khoa học năm 1955.